# فرعة (كحلان عفار)

تعديل مصدري - تعديل

فرعة هي إحدى قرى عزلة بنى عشب بمديرية كحلان عفار التابعة لمحافظة حجة، بلغ تعداد سكانها 722 نسمة حسب تعداد اليمن لعام 2004.